# Archaeoctonus glaber
Archaeoctonus
Genre
Espèce
Synonymes
- Eoscorpius glaber Peach, 1883

Archaeoctonus glaber, unique représentant du genre Archaeoctonus, est une espèce fossile de scorpions de la famille des Proscorpiidae.

## Distribution
Cette espèce a été découverte à Glencartholm en Écosse. Elle date du Carbonifère.

## Description
Archaeoctonus glaber devait mesurer environ 50 mm.

## Systématique et taxinomie
Cette espèce a été décrite sous le protonyme Eoscorpius glaber par Peach en 1883. Elle est placée dans le genre Archaeoctonus par Pocock en 1911.

## Publications originales
- Peach, 1883 : « On some new species of fossil scorpions from the Carboniferous rocks of Scotland and the English borders, with a review of the genera Eoscorpius and Mazonia of Messrs. Meek and Worthen. » Transactions of the Royal Society of Edinburgh, vol. 30, p. 397–412 (texte intégral).
- Pocock, 1911  : « A monograph of the terrestrial Carboniferous Arachnida of Great Britain. » Monographs of the Palaeontographical Society, no 64, p. 1–84 (texte intégral).